# Nathaniel Chipman
Nathaniel Chipman (Salisbury, 1752. november 15. – Tinmouth, 1843. február 13. vagy 1843. február 15.) az Amerikai Egyesült Államok szenátora (Vermont, 1797–1803).